# Gibberifera
Gibberifera là một chi bướm đêm thuộc phân họ Olethreutinae trong họ Tortricidae.

## Các loài
- Gibberifera alba Kawabe & Nasu, 1994
- Gibberifera angkhangensis Kawabe & Nasu, 1994
- Gibberifera clavata Zhang & Li, 2004
- Gibberifera glaciata (Meyrick, 1907)
- Gibberifera hepaticana Kawabe & Nasu, 1994
- Gibberifera mienshana Kuznetzov, 1971
- Gibberifera monticola Kuznetzov, 1971
- Gibberifera nigrovena Kawabe & Nasu, 1994
- Gibberifera obscura Diakonoff, 1964
- Gibberifera qingchengensis Nasu & Liu, 1996
- Gibberifera similis Kuznetzov, 1971
- Gibberifera simplana (Fischer von Rslerstamm, 1836)
- Gibberifera yadongensis Nasu & Liu, 1996